# Coppa Italia 2014-2015 (pallavolo femminile)
La Coppa Italia 2014-2015 si è svolta dal 31 gennaio al 1º marzo 2015: al torneo hanno partecipato otto squadre di club italiane e la vittoria finale è andata per la prima volta all'AGIL.

## Regolamento
Le squadre hanno disputato quarti di finale, con gare di andata e ritorno (viene disputato un golden set nella gara di ritorno nel caso in cui le squadre abbiano ottenuto una vittoria a testa per 3-0 o 3-1 nella gara di andata e ritorno o entrambe una vittoria per 3-2 nella gara di andata e ritorno), semifinali e finale.

## Squadre partecipanti
| Squadra       | Qualificazione                          | Ultima partecipazione |
| ------------- | --------------------------------------- | --------------------- |
| Bergamo       | 5ª al girone di andata Serie A1 2014-15 | Coppa Italia 2013-14  |
| Busto Arsizio | 6ª al girone di andata Serie A1 2014-15 | Coppa Italia 2013-14  |
| Casalmaggiore | 3ª al girone di andata Serie A1 2014-15 | Coppa Italia 2013-14  |
| Imoco         | 4ª al girone di andata Serie A1 2014-15 | Coppa Italia 2013-14  |
| Flero         | 8ª al girone di andata Serie A1 2014-15 | Debutto               |
| LJ            | 2ª al girone di andata Serie A1 2014-15 | Coppa Italia 2013-14  |
| AGIL          | 1ª al girone di andata Serie A1 2014-15 | Coppa Italia 2013-14  |
| River         | 7ª al girone di andata Serie A1 2014-15 | Coppa Italia 2013-14  |

## Torneo

### Tabellone
|  | Quarti | Quarti        | Quarti | Quarti |  |   | Semifinali | Semifinali    | Semifinali |  |   | Finale | Finale | Finale |
|  |        |               |        |        |  |   |            |               |            |  |   |        |        |        |
|  | 8      | Flero         | 0      | 3      |  |   |            |               |            |  |   |        |        |        |
|  | 8      | Flero         | 0      | 3      |  |   |            |               |            |  |   |        |        |        |
|  | 1      | AGIL          | 3      | 1      |  |   |            |               |            |  |   |        |        |        |
|  | 1      | AGIL          | 3      | 1      |  | 1 | AGIL       | 3             |            |  |   |        |        |        |
|  |        |               |        |        |  | 1 | AGIL       | 3             |            |  |   |        |        |        |
|  |        |               |        |        |  |   | 4          | Imoco         | 1          |  |   |        |        |        |
|  | 5      | Bergamo       | 3      | 113    |  |   | 4          | Imoco         | 1          |  |   |        |        |        |
|  | 5      | Bergamo       | 3      | 113    |  |   |            |               |            |  |   |        |        |        |
|  | 4      | Imoco         | 1      | 315    |  |   |            |               |            |  |   |        |        |        |
|  | 4      | Imoco         | 1      | 315    |  |   |            |               |            |  | 1 | AGIL   | 3      |        |
|  |        |               |        |        |  |   |            |               |            |  | 1 | AGIL   | 3      |        |
|  |        |               |        |        |  |   |            |               |            |  |   | 2      | LJ     | 1      |
|  | 7      | River         | 3      | 113    |  |   |            |               |            |  |   | 2      | LJ     | 1      |
|  | 7      | River         | 3      | 113    |  |   |            |               |            |  |   |        |        |        |
|  | 2      | LJ            | 1      | 315    |  |   |            |               |            |  |   |        |        |        |
|  | 2      | LJ            | 1      | 315    |  | 2 | LJ         | 3             |            |  |   |        |        |        |
|  |        |               |        |        |  | 2 | LJ         | 3             |            |  |   |        |        |        |
|  |        |               |        |        |  |   | 6          | Busto Arsizio | 1          |  |   |        |        |        |
|  | 6      | Busto Arsizio | 3      | 3      |  |   | 6          | Busto Arsizio | 1          |  |   |        |        |        |
|  | 6      | Busto Arsizio | 3      | 3      |  |   |            |               |            |  |   |        |        |        |
|  | 3      | Casalmaggiore | 2      | 0      |  |   |            |               |            |  |   |        |        |        |
|  | 3      | Casalmaggiore | 2      | 0      |  |   |            |               |            |  |   |        |        |        |

### Risultati

#### Quarti di finale

##### Andata
| 1º febbraio 2015 PalaGeorge, Montichiari Durata: 1h:12 - Spettatori: ?        | Flero         | 0 - 3 | AGIL          | 15-25, 23-25, 18-25               |
| 1º febbraio 2015 PalaNorda, Bergamo Durata: 1h:37 - Spettatori: 1 200         | Bergamo       | 3 - 1 | Imoco         | 25-13, 19-25, 25-21, 25-17        |
| 1º febbraio 2015 PalaBanca, Piacenza Durata: 1h:53 - Spettatori: 2 100        | River         | 3 - 1 | LJ            | 28-26, 25-15, 22-25, 25-23        |
| 1º febbraio 2015 PalaYamamay, Busto Arsizio Durata: 2h:21 - Spettatori: 2 200 | Busto Arsizio | 3 - 2 | Casalmaggiore | 23-25, 25-19, 27-29, 25-21, 15-12 |

##### Ritorno
| 4 febbraio 2015 PalaTerdoppio, Novara Durata: 1h:49 - Spettatori: ? | AGIL          | 1 - 3 | Flero         | 25-22, 16-25, 31-33, 22-25                   |
| 4 febbraio 2015 PalaVerde, Villorba Durata: 2h:19 - Spettatori: ?   | Imoco         | 3 - 1 | Bergamo       | 25-21, 24-26, 25-18, 25-22 Golden set: 15-13 |
| 4 febbraio 2015 PalaPanini, Modena Durata: 1h:48 - Spettatori: ?    | LJ            | 3 - 1 | River         | 19-25, 27-25, 25-17, 25-14 Golden set: 15-13 |
| 4 febbraio 2015 PalaFarina, Viadana Durata: 1h:24 - Spettatori: ?   | Casalmaggiore | 0 - 3 | Busto Arsizio | 22-25, 23-25, 23-25                          |

#### Semifinali
| 28 febbraio 2015 105 Stadium, Rimini Durata: 1h:56 - Spettatori: ?     | AGIL | 3 - 1 | Imoco         | 25-21, 27-25, 20-25, 26-24 |
| 28 febbraio 2015 105 Stadium, Rimini Durata: 1h:41 - Spettatori: 3 500 | LJ   | 3 - 1 | Busto Arsizio | 25-18, 25-15, 22-25, 25-15 |

#### Finale
| 1º marzo 2015 105 Stadium, Rimini Durata: 1h:59 - Spettatori: 4 300 | AGIL | 3 - 1 | LJ | 25-19, 28-30, 30-28, 25-23 |